# 薄葉久
薄葉 久（うすば ひさし）は、アサヒビール名誉顧問。栃木県那須町出身。スーパードライの技術開発部長。後に、アサヒビール副会長。公益財団法人 アサヒグループ学術振興財団元理事長。スーパードライの開発者。